# Indotyphlops laca
Indotyphlops laca — вид змій родини сліпунів (Typhlopidae). Описаний у 2023 році.

## Поширення
Ендемік Східного Тимору. Типовий зразок зібраний на території Міжнародного аеропорту президента Ніколау Лобато у столиці країни Ділі.

## Опис
Indotyphlops laca — невеликий (довжина тіла без хвоста (SVL) = 119 мм), тонкий (відносна товщина тіла 1,4 % TTL) представник роду. Має 18 рядів луски вздовж тіла без задньої частини, 434 серединно-спинні луски, ростральний овал з відносною ростральною шириною 0,36, напіврозділений носовий щиток, нижній носовий шов контактує з другою надгубною, очна пляма без зіниці або райдужної оболонки, відносна довжина хвоста 1,6 %, потилична луска не збільшена та без верхівкової ості.